# Rover.com
Rover.com（ローバー・ドット・コム）は、ペットの世話、犬の下宿、犬の散歩などのペットケアサービスを売買するオンラインマーケットプレイスを運営するアメリカの企業。Rover.comは2011年にワシントン州シアトルで設立され、「A Place for Rover, Inc」の名称で正式に法人化された。会社は仲介役として機能し、同社のサイトを通じて予約された各取引（額）の約22％を徴収する。 
2016年9月時点でRover.comの企業価値は3億ドルと評価されている。 

## 歴史
Rover.comのコンセプトは、2011年6月にワシントン州シアトルで開催されたスタートアップ・ウィークエンドコンテストで最初に発表され、コンテストの優勝者になった。Madrona Venture GroupのマネージングディレクターであるGreg Gottesmanは「ペット相手の世話を数日間したいと望んでいるかもしれない人とペットの世話を必要としているペットの飼い主とをつなぐオンラインマッチメイキングサービス」のアイデアを提案したソフトウェア開発者とデザイナーのチームの1人であった。Gottesmanはオンラインマーケットプレイスに力を入れていた15年の技術ベテランのAaron Easterlyにそのアイディアを語った。EasterlyはCEOになり、Gottesmanは取締役に就任した。Rover.comはまずワシントン州シアトル、オレゴン州ポートランドでペットの飼い主とシッターのマッチメイキングサービスを開始し、その後2012年に全米50州に拡大した。 
2017年3月29日に、Rover.comは全株式取引でDogVacayを買収した。当時、サイトを合わせた合計予約額は2016年に1億5000万ドルに達し、そのうち手数料として約20％を取っていることが報じられた。 
2019年2月28日、ローバーが同社アプリの使用の安全性に関して消費者に虚偽の表示を行っていると申し立てられた訴訟において、ローバーは同社のドッグシッターの世話の下での死亡または負傷した犬の数の情報は訴訟に無関係であると主張し同情報の開示を防ぐよう裁判官に求めた。ローバーはまた、同社サービスを利用するよう客を引き付けるために用いられたとされる「プレミアム保険」に関する詳細の開示を阻止しようとしている。裁判所の記録では、ローバーのITディレクターはテクノロジー企業が死亡した動物の数を調査するのは時間がかかりすぎると主張している。 

### 資金調達
Rover.comの最初の投資資金調達ラウンドは2012年4月にMadrona Venture Group主導で行われ、2013年2月にThe Foundry Groupから追加資本を調達した。2013年7月、ペトコはローバーへの出資及びペトコの店舗やウェブサイトとの相互プロモーションのための同社との業務提携を発表した。 
2014年3月、Rover.comがMenro Ventures（主導）、Madrona Venture Group、The Foundry Groupおよびペトコから1200万ドルの追加資金を調達したことが発表された。1年後の2015年3月にRover.comがTechnology Crossover Venturesが主導する資金調達ラウンドで2500万ドルを調達したことが発表された。 
Rover.comは、2016年10月に4000万ドル、2017年7月にはSpark Capital主導でさらに6500万ドルの投資を受けた。 
2018年5月、Rover.comはさらに1億5500万ドルの資金を調達した。 
2023年11月、ブラックストーン・グループはRover.comを23億ドルで買収すると発表した。買収は2024年2月に完了した。

## サービス
2011年、Rover.comは犬の世話と下宿サービスのマーケットプレイスを作成することから始まり、その後の4年間で犬の散歩、犬のデイケア、立ち寄り訪問サービスへと事業を拡大した。プラットフォーム上のすべてのシッターは個人の請負人であり、Rover.comの従業員ではない。2017年、Rover.comは、飼い主が犬の散歩人をすぐ予約できるクイックマッチの犬の散歩サービスを開始した。 
Rover.comは、同社サイトでなされた各予約の歩合を徴収しており、その割合は犬の世話/下宿サービスでは15〜20％、クイックマッチの散歩サービスでは最大40％である。 